# Kyselina krotonová
Kyselina krotonová (kyselina trans-but-2-enová) je nenasycená karboxylová kyselina se vzorcem CH3CH=CHCOOH. Název kyselina krotonová získala díky tomu, že byla mylně považována za produkt zmýdelnění krotonového oleje. Je to bezbarvá krystalická látka charakteristického zápachu, podobného kyselině máselné. Cis- izomer kyseliny krotonové se nazývá izokrotonová kyselina. Kyselina krotonová je rozpustná ve vodě a v mnoha organických rozpouštědlech.

## Výroba
Kyselinu krotonovou lze získat několika způsoby:
- oxidací krotonaldehydu:[3]

- Knoevenagelovou kondenzací acetaldehydu s kyselinou malonovou v pyridinu.[3]

- alkalickou hydrolýzou allylkyanidu po intramolekulárním přesmyku dvojné vazby:[4]

- Dehydratací kyseliny 3-hydroxymáselné:[5]

## Vlastnosti
Kyselina krotonová krystalizuje v monoklinické soustavě v prostorové grupě P21/a s mřížkovými parametry a = 971 pm, b = 690 pm, c = 775 pm a β = 104.0°.

## Reaktivita
Krotonovou kyselinu lze redukovat na máselnou hydrogenací nebo redukcí zinkem a kyselinou sírovou.
S chlorem nebo bromem reaguje za vzniku 2,3-dihalobutanové kyseliny:
Adicí bromovodíku vzniká 3-brommáselná kyselina.
Reakcí s alkalickým roztokem manganistanu draselného vzniká 2,3-dihydroxymáselná kyselina.
Reakcí s alkoholy za přítomnosti kyselého katalyzátoru vznikají estery.
Kyselina krotonová reaguje s kyselinou chlornou za vzniku 2-chlor-3-hydroxymáselné kyseliny. Ta může být redukována sodným amalgámem na kyselinu máselnou, dehydratována pomocí kyseliny sírové na 2-chlorbutenovou kyselinu, reagovat s chlorovodíkem za vzniku 2,3-dichlorbutenové kyseliny nebo s ethoxidem draselným za vzniku 3-methyloxiran-2-karboxylové kyseliny:
Kyselina krotonová reaguje s amoniakem v poloze alfa v přítomnosti octanu rtuťnatého. Tato reakce poskytuje DL-threonin.

## Využití
Kyselina krotonová se používá hlavně jako komonomer s vinylacetátem. Výsledné kopolymery se používají v barvách a lepidlech.
Chlorid krotonové kyseliny reaguje s N-ethyl-2-methylanilinem (N- ethyl-o-toluidinem) za vzniku krotamitonu, který se používá jako prostředek proti svrabu.

## Bezpečnost
LD50 krotonové kyseliny je 1 g/kg. Dráždí oči, kůži a dýchací systém.